# 宇垣完爾
宇垣 完爾（うがき かんじ、1889年（明治22年）1月23日 - 1974年（昭和49年）9月27日）は、日本の海軍軍人。最終階級は海軍中将。

## 経歴
岡山県出身。農業・宇垣十七八（陸軍大将宇垣一成の長兄）の二男として生れた。岡山中学校を経て、海軍兵学校と陸軍士官学校(23期)の両方に合格する。また、歩兵第39連隊の配属予定だったことが官報に確認できる。1911年（明治44年）7月、海軍兵学校（39期）を卒業し、1912年（大正元年）12月、海軍少尉に任官。海軍水雷学校高等科を卒業し、「安芸」分隊長、「第23潜水艦」乗組、第3艦隊参謀、「第16潜水艦」「第19潜水艦」の各艦長などを経て、1925年（大正14年）11月、海軍大学校（甲種23期）を卒業した。
その後、連合艦隊参謀、水雷学校教官、海軍通信学校教官、舞鶴要港部参謀、「日向」副長、欧米出張、海軍省電信課長兼軍令部第4部第9課長、「天龍」艦長、青島駐在、舞鶴要港部参謀長、南支海軍特務部長代理、呉鎮守府参謀長などを経て、1939年（昭和14年）11月、海軍少将に進級。
太平洋戦争を海南警備府参謀長として迎えた。通信学校長を経て、1943年（昭和18年）5月、海軍中将となった。さらに支那方面艦隊参謀長を経て、大湊警備府司令長官兼第12航空艦隊司令長官として終戦を迎え、1945年（昭和20年）11月、予備役に編入された。
1947年（昭和22年）11月28日、公職追放仮指定を受けた。

## 栄典
- 1929年（昭和4年）6月1日 - 正六位[2]

## 親族
- 叔父 宇垣一成（陸軍大将）
- 遠縁 宇垣纏（海軍中将）
- 遠縁 宇垣美里（元アナウンサー・タレント）